# رشيدة طليب
رشيدة حربي طليب  (بالإنجليزية: Rashida Tlaib)( ولدت في 24 يوليو 1976) هي سياسية ومحامية أمريكية. هي عضوة عن الحزب الديمقراطي في مجلس نواب ميشيغان سابقا. عند توليها المنصب في 1 يناير 2009، أصبحت أول مسلمة أمريكية تعمل في مجلس ميشيغان التشريعي، وثاني امرأة مسلمة في التاريخ تنتخب في مجلس من هذا النوع في الولايات المتحدة.
في عام 2018، فازت طليب بترشيح الحزب الديمقراطي من أجل مقعد في مجلس النواب الأمريكي عن الدائرة الانتخابية 13 في ولاية ميشيغان. لم تقابل طليب معارضة في الانتخابات العامة وأصبحت أول امرأة مسلمة في الكونجرس (جنبا إلى جنب مع إلهان عمر) وأول فلسطينية-أميركية في الكونغرس. وهي عضو في «الاشتراكيون الديمقراطيون الأمريكيون».
تُعد هي وأليكساندرا أوكاسيو كورتيز (من اللجنة الديمقراطية لولاية نيويورك) العضوين الثالث والرابع للاشتراكيين الديمقراطيين اللتين تشغلان منصبًا في الكونغرس وأول أعضاء إناث من الديمقراطيين الاشتراكيين يشغلن منصبًا في الكونغرس. تُعد طليب مجاهرةً بنقد إدارة ترامب، ومناصرة لعزل الرئيس دونالد ترامب. في الشؤون الخارجية، انتقدت بشدة الحكومة الإسرائيلية، داعيةً لإنهاء المساعدات الأمريكية لإسرائيل، وعبرت عن دعمها لحملة المقاطعة وسحب الاستثمارات وفرض العقوبات.
جذبت طليب الانتباه كعضو في «الفرقة» إلى جانب النائبات الجدد إلهان عمر (من حزب العمال المزارعين الديمقراطيين في مينيسوتا) وآيانا بريسلي (من الحزب الديمقراطي في ماساتشوستس) وأوكاسيو كورتيز. وتعرف هذه المجموعة بالمواقف التقدمية من قضايا الهجرة والمثلية والقضية الفلسطينية، وتدعم تزايد نفوذ التيار التقدمي في الحزب الديمقراطي.

## النشأة والتعليم
وُلدت رشيدة طليب (كنيتها قبل الزواج حربي) في الرابع والعشرين من يوليو 1976، وكانت الأكبر بين 14 طفلًا، لعائلة فلسطينية مهاجرة من الطبقة العاملة في ديترويت. وُلدت أمها في بيت عور الفوقا في مدينة رام الله في الضفة الغربية. وُلد أبوها في بيت حنينا، وهو حي في القدس الشرقية. انتقل أولًا إلى نيكاراغوا وبعدها إلى ديترويت. عمل على خط التجميع في مصنع تابع لشركة فورد. لعبت طليب دورًا في تربية إخوتها كونها أكبرهم بينما كان أبواها يعملان.
ارتادت طليب المدرسة الابتدائية في هارمس ومدرسة بينيت الابتدائية وأكاديمية فينيكس. تخرجت من مدرسة ساوثويسترن الثانوية في ديترويت عام 1994. أكملت طليب بكالوريوس الآداب في العلوم السياسية من جامعة ولاية وين عام 1998، ونالت درجة الدكتوراه في القانون من كلية كولي للقانون في جامعة ويسترن ميشيغان عام 2004. تم قبول طليب في نقابة المحامين ‏ في ولاية ميشيغان في عام 2007.

## مجلس نواب ميشيغان
بدأت طليب مسيرتها السياسية عام 2004 عندما تدربت مع ممثل الولاية ستيف توبوكمان. عندما أصبح توبوكمان زعيم الأغلبية في المجلس وظف طليب مع طاقم موظفيه. في عام 2008، شجع توبوكمان طليب للترشح لتشغل مقعده، الذي كان سيخليه بسبب حدود الفترة (الفترة التي يشغلها النائب في مجلس النواب) التي كان سيتجاوزها. تتألف الدائرة المدنية من 40% من الهسبان و25% من الأمريكيين الأفارقة و30% من الأمريكيين البيض غير الهسبان و2% من الأمريكيين العرب. واجهت طليب انتخابات أولية حاشدة تضمنت عدة لاتينيين، بما في ذلك النائبة السابقة عن الولاية بيلدا غارزا. خرجت طليب منتصرة نائلةً 44% من الأصوات في انتخابات الديمقراطيين الأولية الثامنة وربحت الانتخابات العامة بتسعين بالمئة من الأصوات.
واجهت طليب عام 2010 تحديًا في الانتخابات الأولية متمثلًا بجيم تشوروفسكي في محاولته الأولى للفوز بالمنصب. نالت طليب 85% من الأصوات مقابل 15% لتشوروفسكي، وربحت الانتخابات العامة بـ 92% من الأصوات ضد المرشح الجمهوري دارين ديغل.
في 2012، ربحت طليب إعادة الانتخاب مرة أخرى في مجلس نواب ميشيغان في انتخابات الإعادة في الدائرة السادسة ضد زميلتها التي تشغل المنصب ماورين ستابليتون. لم تستطع الترشح لمجلس نواب ميشيغان للمرة الرابعة بسبب حدود الفترة وترشحت لمجلس شيوخ ميشيغان، وخسرت أمام شاغل المنصب السيناتور فيرجيل سميث الابن في الانتخابات الديمقراطية الأولية في أغسطس عام 2014.
خلال فترة عملها مشرعةً، كانت رشيدة من بين 10 مسلمين يعملون مشرعين في الدولة في الولايات المتحدة. تُعد رشيدة ثاني مسلمة تشغل مقعدًا في مجلس نواب ميشيغان بعد جيمس كاروب. تُعد طليب ثاني مسلمة تعمل مشرعة في الدولة على مستوى البلاد، بعد جميلة نشيد من ولاية ميسوري. تُعد طليب بالإضافة إلى جستين عماش، وهو جمهوري انتُخب عام 2008، أول فلسطينيين أمريكيين يعملان في مجلس التشريع في ميشيغان.
بعد تركها لمجلس تشريع الدولة، عملت طليب في مركز شوغار القانوني، وهو مركز غير ربحي في ديترويت يقدم تمثيلًا قانونيًّا مجانيًّا للعمال.

## مجلس النواب الأمريكي

### انتخابات
في عام 2018، أعلنت طليب ترشحها لمجلس النواب الأمريكي في الدائرة الانتخابية الثالثة عشرة في ميشيغان.  استقال النائب جون كونيرز من الكونجرس في ديسمبر 2017 بسبب فضيحة التحرش الجنسي. وقد تقدمت طليب بطلب الترشح في الانتخابات التمهيدية الديمقراطية في الانتخابات الخاصة للفترة المتبقية من ولاية كونيرز السابعة والعشرين وفي الانتخابات العامة لفترة ولاية كاملة مدتها عامان.
اعتبارًا من 16 يوليو 2018، جمعت طليب 893,030 دولارًا أمريكيًا من الأموال، وهو أكثر من خصومها الخمسة في الانتخابات التمهيدية الديمقراطية في 7 أغسطس. شاركت طليب، بصفتها عضوًا في حزب الديمقراطيين العادلين، كضيفة في برنامج المقابلات السياسية Rebel HQ التابع لشبكة الإعلام التقدمية ذا يونغ توركس.
في الانتخابات التمهيدية الديمقراطية للانتخابات الخاصة، جاءت طليب في المركز الثاني خلف رئيسة مجلس مدينة ديترويت بريندا جونز، التي حصلت على 32727 صوتًا (37.7% من الإجمالي) مقابل 31084 صوتًا لطليب (35.9%). حصل بيل وايلد، عمدة ويستلاند، على 13,152 صوتًا (15.2%)، بينما جاء إيان كونيرز، ابن شقيق عضو الكونجرس السابق كونيرز، في المركز الرابع بحصوله على 9,740 صوتًا (11.2%).

### عام 2018
في الانتخابات التمهيدية الديمقراطية للانتخابات العامة، هزمت طليب خمسة مرشحين آخرين. حصلت على 27,803 صوتًا، أي بنسبة 31.2%.
لم تواجه طليب أي معارضة من حزب رئيسي في الانتخابات العامة التي جرت في نوفمبر/تشرين الثاني 2018، على الرغم من أن بريندا جونز قدمت عرضًا في اللحظة الأخيرة للترشح. في يوم الانتخابات، أصبحت طليب أول امرأة فلسطينية أمريكية يتم انتخابها لعضوية الكونجرس.

### 2020
تحدت بريندا جونز طليب في الانتخابات التمهيدية الديمقراطية لعام 2020. فازت طليب بنسبة 66% - 34%، حيث أنفقت أكثر من 2,000,000 دولار في أموال الحملة مقابل 140,000 دولار لجونز.

### 2022
في عام 2022، بعد إعادة تقسيم الدوائر الانتخابية، سعت طليب إلى إعادة انتخابها في الدائرة الانتخابية الثانية عشرة التي تم رسمها حديثًا في ميشيغان. فازت في الانتخابات التمهيدية الديمقراطية بنسبة 64% من الأصوات على ثلاثة منافسين، وفي الانتخابات العامة بنسبة 71% من الأصوات على الجمهوري ستيفن إليوت وجاري والكوفيتش من حزب الطبقة العاملة.

### 2024
في عام 2024، لم يكن هناك منافس لطليب في الانتخابات التمهيدية الديمقراطية. وفي الانتخابات العامة، فازت بولاية ثالثة في الكونجرس بأكثر من 69% من الأصوات، متغلبة على المرشح الجمهوري جيمس هوبر (25.4%)، ومرشحة الحزب الأخضر بريندا ك. ساندرز (2.3%)، ومرشح حزب الطبقة العاملة غاري والكوفيتش (2.6%).

### مدة الخدمة
إلى جانب زميلتها الديمقراطية إلهان عمر من مينيسوتا، تعد طليب واحدة من أول امرأتين مسلمتين تخدمان في الكونجرس. أدت اليمين الدستورية في 3 يناير 2019، وأقسمت اليمين على ترجمة القرآن الكريم باللغة الإنجليزية. وقد ارتدت ثوبًا فلسطينياً تقليديًا مطرزًا في حفل أداء القسم. وقد ألهم هذا عددًا من النساء الفلسطينيات والفلسطينيات الأمريكيات لمشاركة الصور على وسائل التواصل الاجتماعي باستخدام الهاشتاج #TweetYourThobe.

### منع من دخول إسرائيل
في 15 أغسطس 2019، أعلنت إسرائيل أنه سيتم منع طليب وزميلتها إلهان عمر من دخول البلاد. وبحسب صحيفة تايمز أوف إسرائيل، قالت نائبة وزير الخارجية الإسرائيلي تسيبي حوتوفلي إن إسرائيل "لن تسمح لأولئك الذين ينكرون حقنا في الوجود في هذا العالم بالدخول" ووصفت ذلك بأنه "قرار مبرر للغاية". وذكرت التقارير أن الرئيس ترامب ضغط على حكومة بنيامين نتنياهو لاتخاذ مثل هذا القرار. وفي اليوم التالي، وافقت السلطات الإسرائيلية على طلب تقدمت به طليب لزيارة أقاربها في الضفة الغربية المحتلة لأسباب إنسانية وتحت قيود معينة على التصريحات السياسية. رفضت طليب الذهاب، قائلة إنها لا تريد القيام بالرحلة "في ظل هذه الظروف القمعية". وذكرت وزارة الداخلية الإسرائيلية أن طليب وافقت في السابق على الالتزام بأي قواعد وضعتها حكومتها مقابل السماح لها بزيارة البلاد، واتهمتها بتقديم "طلب استفزازي يهدف إلى تشويه سمعة إسرائيل".

### التحقيق في تمويل الحملة
في 14 نوفمبر 2019، أعلنت لجنة الأخلاقيات في مجلس النواب أنها تحقق فيما إذا كانت طليب قد استخدمت أموال الحملة الانتخابية للكونجرس لتغطية نفقاتها الشخصية في انتهاك لقواعد مجلس النواب. في أغسطس 2020، وجهت اللجنة طليب لسداد مبلغ 10800 دولار لحملتها، مشيرة إلى أن طليب لديها "التزام بالتصرف وفقًا للمتطلبات الفنية الصارمة لقوانين ولوائح الحملة الفيدرالية، بما في ذلك القيود المفروضة على الاستخدام الشخصي لأموال الحملة".

### لوم
في 26 أكتوبر/تشرين الأول 2023، اقترحت النائبة مارجوري تايلور جرين مشروع قرار رقم 829، والذي كان من شأنه أن ينتقد طليب بسبب انتقادها لإسرائيل و"قيادتها تمردًا" بعد مشاركتها في احتجاج في مبنى الكابيتول. لم يتم تمرير القرار، حيث صوت جميع الديمقراطيين وحوالي عشرين جمهوريًا ضده بسبب المخاوف من أن اللغة كانت "مثيرة للجدل للغاية". وصفت طليب القرار بأنه " معادي للإسلام بشدة" وقالت إنه هاجم " المدافعين السلميين اليهود المناهضين للحرب ".
في السادس من نوفمبر/تشرين الثاني، أصدرت طليب بيانًا صحفيًا بشأن قرارات الرقابة التي اقترحها الجمهوريون ضدها. وقالت طليب إن قرارات اللوم المقترحة شوهت مواقفها وكانت "مليئة بالأكاذيب الواضحة". وأضافت أنها "أدانت مراراً وتكراراً الاستهداف المروع وقتل المدنيين على يد حماس والحكومة الإسرائيلية" وأنها تؤيد وقف إطلاق النار لإنهاء الصراع. وقالت طليب إن عبارة " من النهر إلى البحر " كانت "دعوة طموحة للحرية وحقوق الإنسان والتعايش السلمي، وليس الموت أو الدمار أو الكراهية".
أصدر مجلس النواب الأمريكي قرارا بتوبيخ رشيدة طليب في 7 نوفمبر/تشرين الثاني 2023. اتهمها قرار اللوم الذي أصدره النائب ريتش ماكورميك "بترويج روايات كاذبة بشأن هجوم حماس على إسرائيل في 7 أكتوبر 2023 والدعوة إلى تدمير إسرائيل".  وذكر القرار أن عبارة "من النهر إلى البحر" هي "دعوة إبادة جماعية للعنف لتدمير إسرائيل وشعبها واستبدالها بدولة فلسطينية تمتد من نهر الأردن إلى البحر الأبيض المتوسط". صوت 212 جمهوريًا و22 ديمقراطيًا لصالح القرار، و188 ممثلًا (184 ديمقراطيًا وأربعة جمهوريين) ضده.  خلال المناقشة في مجلس النواب، قالت طليب إنها تريد وقف إطلاق النار و"صراخ الأطفال الفلسطينيين والإسرائيليين لا يبدو مختلفًا بالنسبة لي". قال النائب براد شنايدر إن طليب كانت "تحاول تضليل العالم" من خلال الدفاع عن شعار "من النهر إلى البحر" وصوت لصالح القرار، في حين جادل النائب كين باك بأنه ليس من وظيفة الكونجرس "إدانة شخص ما لأننا لا نتفق معه".
في الثامن من نوفمبر، أدانت المتحدثة باسم البيت الأبيض كارين جان بيير استخدام طليب لشعار "من النهر إلى البحر".

### 2024
في سبتمبر 2024، انتقد العديد من السياسيين والشخصيات الإعلامية، بما في ذلك المدعي العام لولاية ميشيغان دانا نيسيل، وشخصية سي إن إن جيك تابر، وعضو مجلس الشيوخ في ولاية ميشيغان جيريمي موس، والرئيس التنفيذي لرابطة مكافحة التشهير جوناثان جرينبلات، طليب لقولها أو تلميحها إلى أن نيسيل كانت تلاحق المتظاهرين المؤيدين للفلسطينيين لأنها يهودية. توصلت عملية التحقق من الحقائق التي أجرتها صحيفة ديترويت مترو تايمز ‏ إلى أن طليب لم تذكر أبدًا أن نيسيل يهودية.

### مهام اللجنة
- لجنة الخدمات المالية
  - اللجنة الفرعية للتنوع والشمول
  - اللجنة الفرعية للرقابة والتحقيقات
- لجنة الموارد الطبيعية
  - اللجنة الفرعية للمتنزهات الوطنية والغابات والأراضي العامة
- لجنة الرقابة والإصلاح
  - اللجنة الفرعية للحقوق والحريات المدنية
  - اللجنة الفرعية للبيئة

### عضويات الكتلة
- الكتلة التقدمية في الكونغرس
- كتلة الفكر الحر في الكونغرس
- الكتلة البرلمانية لتعديل الحقوق المتساوية [57]
- لجنة الأمراض النادرة [58]

## المواقف السياسية

### الانتماء
طليب، كعضوة في «الاشتراكيون الديمقراطيون الأمريكيون»، تنتمي سياسيا إلى الجناح الأيسر من الحزب الديمقراطي.

### السياسة الداخلية
تدعم الإصلاحات الداخلية بما في ذلك جعل الرعاية الطبية الحكومية متاحة مجاناً للجميع (وليس فقط لكبار السن) وإقرار 15 دولاراً كحد أدنى للأجور.

### الهجرة
كانت طليب داعمة قوية ومنذ وقت مبكر لحركة «Abolish ICE» الهادفة إلى حلَّ هيئة الإنفاذ لشؤون الهجرة والديوان، وتدعم حق المهاجرين غير الشرعيين بالبقاء في الولايات المتحدة.

### إسرائيل وفلسطين
طليب تعارض المساعدات العسكرية الأمريكية إلى إسرائيل وتؤيد حل الدولة الواحدة للصراع الإسرائيلي-الفلسطيني وحق العودة الفلسطيني وتدعم نشطاء حركة المقاطعة وسحب الاستثمارات وفرض العقوبات. على الرغم من ذلك فخلال الحملة الانتخابية، أعربت عن دعم حل الدولتين فضلا عن «المساعدات إلى إسرائيل والسلطة الفلسطينية، خاصة لتمويل المبادرات التي تعزز السلام»، وفقا لصفحتها على جي ستريت. أدى تغييرها في الموقف من دعم حل الدولتين والعودة إلى دعم حل الدولة الواحدة أدى إلى سحب جي ستريت دعمها عن طليب. كانت أيضا قد أدانتها بعض المصادر المحافظة واليهودية بسبب الدفاع عن منفذة تفجيرات الجبهة الشعبية في القدس عام 1969 رسمية عودة.
في يناير/كانون الثاني 2019، انتقدت طليب التشريعات المناهضة لحركة المقاطعة وسحب الاستثمارات وفرض العقوبات التي اقترحها السيناتوران ماركو روبيو وجيم ريش. وقالت إن المقاطعة حق، وأن روبيو وريش "نسيا البلد الذي يمثلانه". تعرضت تعليقات طليب لانتقادات من عدة مجموعات، بما في ذلك رابطة مكافحة التشهير (ADL)، التي قالت: "على الرغم من أن التشريع الذي تمت مناقشته برعاية أربعة أعضاء غير يهود في مجلس الشيوخ، فإن أي تهمة بالولاء المزدوج لها حساسية خاصة وصداها لدى اليهود، وخاصة في بيئة من معاداة السامية المتزايدة". ردت طليب بأن تعليقاتها كانت موجهة إلى روبيو وريش، وليس إلى الجالية اليهودية الأمريكية. كانت واحدة من 17 عضوًا في الكونجرس الذين صوتوا ضد قرار مجلس النواب في يوليو 2019 الذي يدين حركة المقاطعة وسحب الاستثمارات وفرض العقوبات، والذي تم تمريره بهامش 381 صوتًا. اقترحت طليب مقاطعة مقدم برنامج HBO بيل ماهر بعد أن ندد بحركة المقاطعة وسحب الاستثمارات وفرض العقوبات.
في مارس 2020، تحدثت طليب في حفل أقيم في ميسوري لصالح المسلمين الأمريكيين من أجل فلسطين، وهي مجموعة تدعم إنهاء الاحتلال الإسرائيلي للضفة الغربية، والمساواة للعرب الإسرائيليين، وحق العودة للاجئين الفلسطينيين، وتقول إنها "تقف ضد جميع أشكال التعصب والعنصرية". في ديسمبر 2020، حذفت طليب إعادة تغريد نشرتها قبل أيام قليلة، في اليوم العالمي للتضامن مع الشعب الفلسطيني، تحتوي على عبارة " من النهر إلى البحر ".
في 23 سبتمبر 2021، وصفت طليب إسرائيل بأنها "دولة فصل عنصري" في مجلس النواب خلال مناقشة حول تمويل نظام الدفاع الجوي الإسرائيلي " القبة الحديدية "؛ ورد النائب تيد دويتش باتهام طليب بمعاداة السامية.
في عامي 2022 و2023، قدمت طليب قرارات تهدف إلى الاعتراف بالنكبة والتي نصت على أنه "لا يمكن إقامة سلام عادل ودائم دون معالجة النكبة ومعالجة الظلم الذي لحق بالشعب الفلسطيني" وأيدت حق العودة الفلسطيني. وقد أثارت هذه القرارات انتقادات من جانب السيناتورين روزن وكينيدي، اللذين قالا إن وصف "إنشاء الدولة اليهودية الوحيدة بأنها 'كارثة' أمر مسيء للغاية" وأن "أرض الكابيتول لا ينبغي أن تكون قاعدة لتشريع التعصب المعادي للسامية". ردت طليب على الانتقادات مشيرة إلى أن منظمات مثل منظمة العفو الدولية وهيومن رايتس ووتش خلصت إلى أن إسرائيل فرضت نظام الفصل العنصري على الفلسطينيين.
في 18 يوليو 2023، صوتت طليب وثمانية ديمقراطيين تقدميين آخرين ( ألكساندريا أوكاسيو كورتيز، وكوري بوش، وجامال بومان، وأندريه كارسون، وسمر لي، وإلهان عمر، وأيانا بريسلي، ودليا راميريز ) ضد قرار غير ملزم في الكونجرس اقترحه أوغست بفلوغر بأن "دولة إسرائيل ليست دولة عنصرية أو دولة فصل عنصري"، وأن الكونجرس يرفض "جميع أشكال معاداة السامية وكراهية الأجانب"، وأن "الولايات المتحدة ستكون دائمًا شريكًا وداعمًا قويًا لإسرائيل".
في 7 نوفمبر 2023 وافق مجلس النواب الأميركيعلى توجيه اللوم للنائبة الديمقراطية، رشيدة طليب، من ولاية ميشيغن، بسبب خطابها حول الحرب بين إسرائيل وحركة حماس.
في 24 تموز/يوليو 2024، ظهرت رشيدة خلال خطاب رئيس الوزراء الإسرائيلي بنيامين نتنياهو أمام الكونغرس الأميركي، وهي ترتدي كوفية فلسطينية وتحمل لافتة كُتب عليها مجرم حرب، ومذنب بالإبادة الجماعية، وذلك احتجاجًا على خطاب نتنياهو.

### حرب إسرائيل وحماس
خلال حرب غزة، أصدرت طليب بيانًا أعربت فيه عن حزنها على فقدان أرواح الإسرائيليين والفلسطينيين، وقالت إن الطريقة الوحيدة لإنهاء دائرة العنف هي "تفكيك" نظام الفصل العنصري القائم، ودعت إلى إنهاء الدعم الأمريكي غير المشروط لإسرائيل. وقد أدان ممثلان والسفير الإسرائيلي لدى الولايات المتحدة تصريحها كما أدانت طليب مرارًا وتكرارًا هجوم حماس في أكتوبر/تشرين الأول 2023 على إسرائيل. أثناء الحرب، كانت العضو الأكثر حماسًا في الكونجرس في الدعوة إلى وقف إطلاق النار. قالت إن انتقادها لإسرائيل كان دائمًا موجهًا إلى حكومتها وقيادتها بقيادة نتنياهو، قائلةً: "من المهم الفصل بين الشعوب والحكومات. لا توجد حكومة بمنأى عن النقد. إن فكرة اعتبار انتقاد حكومة إسرائيل معاداة للسامية تُشكل سابقة خطيرة للغاية، وقد استُخدمت لإسكات أصوات متنوعة تدافع عن حقوق الإنسان في جميع أنحاء أمتنا."
انتقدت طليب دعم الولايات المتحدة لقصف إسرائيل لقطاع غزة الذي أسفر عن مقتل الآلاف من المدنيين الفلسطينيين في غزة، واتهمت الرئيس بايدن بدعم الإبادة الجماعية المزعومة للشعب الفلسطيني. في 3 نوفمبر/تشرين الثاني 2023، غردت بمقطع فيديو مناهض للحرب، وكتبت: " يا رئيس الولايات المتحدة ، غالبية الشعب الأمريكي لا تؤيدك في هذا الأمر. #أوقفوا_إطلاق_النار_الآن." وانتهى الفيديو بعبارة "جو بايدن دعم الإبادة الجماعية للشعب الفلسطيني. لن ينسى الشعب الأمريكي. بايدن، ادعم وقف إطلاق النار الآن وإلا فلا تعتمد علينا في عام 2024". اختُتم النقاش بتغريدة جاء فيها: "من النهر إلى البحر، دعوةٌ طموحةٌ للحرية وحقوق الإنسان والتعايش السلمي، لا للموت أو الدمار أو الكراهية. عملي ودعوتي دائمًا ما تُركّز على العدالة والكرامة لجميع الناس، بغض النظر عن معتقداتهم أو عرقهم."
دعت طليب إلى فرض عقوبات وحظر أسلحة على إسرائيل بعد الهجمات الإسرائيلية على قطاع غزة في مارس 2025، وكتبت: "استأنف نظام الفصل العنصري الإسرائيلي الإبادة الجماعية، ونفذ غارات جوية في جميع أنحاء غزة وقتل مئات الفلسطينيين. يأتي هذا بعد حصار كامل للغذاء والكهرباء والمساعدات ".

### الحرب في سوريا واليمن
انتقدت طليب انتهاكات حقوق الإنسان في المملكة العربية السعودية والتدخل الذي تقوده المملكة العربية السعودية في اليمن.
في عام 2023، كانت طليب من بين 56 ديمقراطيًا صوتوا لصالح قرار مجلس النواب رقم 21، والذي وجه الرئيس بايدن بسحب القوات الأمريكية من سوريا في غضون 180 يومًا.

### الغزو الروسي لأوكرانيا
أدانت طليب الغزو الروسي لأوكرانيا، ووصفته بأنه "انتهاك غير مبرر للقانون الدولي"، ودعت إلى فرض عقوبات على روسيا في أعقاب الغزو. لقد صوتت عدة مرات لتقديم الدعم لأوكرانيا بعد الغزو.

### السياسة الداخلية
تدعم طليب الإصلاحات المحلية، بما في ذلك الرعاية الطبية للجميع وتحديد الحد الأدنى للأجور في الساعة بما يتراوح بين 18 إلى 20 دولارًا. في 5 نوفمبر 2021، كانت واحدة من ستة أعضاء ديمقراطيين في مجلس النواب انفصلوا عن حزبهم وصوتوا ضد قانون الاستثمار في البنية التحتية والوظائف لأنه تم فصله عن أحكام شبكة الأمان الاجتماعي في قانون إعادة البناء بشكل أفضل.

### الإجهاض
تدعم طليب حقوق الإجهاض وانتقدت ما وصفته بـ "الرجال البيض الذين يحاولون إجبار النساء على عدم الحصول على الحق في طلب الإجهاض القانوني".  وقد تم تأييدها من قبل منظمة حقوق الإجهاض NARAL.

### إصلاح قانون المخدرات
تدعم طليب إلغاء جدول القنب ‏ ودعمت قانون MORE، الذي من شأنه إلغاء جدولة المادة، وإلغاء إدانات القنب، وتنفيذ إصلاحات اجتماعية مختلفة تهدف إلى معالجة المجتمعات المتضررة من الحرب على المخدرات. وبذلك، أكدت على تأثير جدولة القنب على مجتمعات الأقليات، ووصفت الحرب على المخدرات بأنها "جهد يستهدف مجتمعات الملونين من خلال الإفراط في مراقبة الشرطة، وتجريم الناس، والسجن الجماعي ".

### الهجرة
كانت طليب من أوائل المؤيدين للحركة الرامية إلى إلغاء وكالة إنفاذ قوانين الهجرة والجمارك. في يونيو 2019، كانت واحدة من أربعة ممثلين ديمقراطيين صوتوا ضد قانون المخصصات الإضافية الطارئة للمساعدات الإنسانية والأمن على الحدود الجنوبية، وهو مشروع قانون تمويل حدودي بقيمة 4.5 مليار دولار يتطلب من الجمارك وحماية الحدود سن معايير صحية للأفراد المحتجزين مثل وضع معايير للأفراد "للحالات الطبية الطارئة؛ والتغذية، والنظافة، والمرافق؛ وتدريب الموظفين".

### عمليات قتل الشرطة
في أعقاب مقتل داونتي رايت، وصفت طليب الشرطة الأمريكية بأنها "عنصرية بطبيعتها ومتعمدة"، قائلةً: "لا مزيد من الشرطة والسجن والعسكرة. لا يمكن إصلاحها". في عام 2023، كانت طليب وعضوة الكونجرس كوري بوش النائبتين الوحيدتين اللتين صوّتتا ضد قرار الاعتراف بأسبوع الشرطة الوطني.

### إجراءات عزل دونالد ترامب
دعمت طليب الجهود الرامية إلى عزل الرئيس ترامب. في أغسطس 2016، احتجت على خطاب ألقاه ترامب في مركز كوبو وتم طردها من المكان. في يومها الأول في الكونجرس، 3 يناير 2019، نشرت مقال رأي مع جون بونيفاز  حيث زعمت أنه ليس من الضروري انتظار المحقق الخاص روبرت مولر لإكمال تحقيقه الجنائي قبل المضي قدمًا في إجراءات العزل.
في وقت لاحق من ذلك اليوم، تحدثت طليب في حفل استقبال لحملة MoveOn، حيث سردت محادثة مع ابنها أعربت فيها عن عزمها على "عزل ذلك الوغد". رد ترامب بأن تعليقاتها كانت "غير محترمة للغاية تجاه الولايات المتحدة الأمريكية".
في مقابلة إذاعية مع مهدي حسن من موقع ذا انترسبت، كررت طليب دعوتها لعزل ترامب. صوتت طليب لصالح محاكمة دونالد ترامب للمرة الثانية بعد هجوم مبنى الكابيتول الأمريكي في 6 يناير.

## حياتها الشخصية
في عام 1998، تزوجت طليب من فايز طليب عندما كانت في الثانية والعشرين من عمرها. لديهم ولدين. وقد انفصل الزوجان منذ ذلك الحين. في عام 2018، أشار متحدث باسم الحملة إلى طليب باعتبارها أمًا عزباء.
في سبتمبر 2018، ذكرت صحيفة نيويورك تايمز أن طليب دخلت إلى مسجد عائلتها للتعبير عن امتنانها لفرصة الترشح للكونجرس، معبرة عن اعتقادها الديني". ذكرت صحيفة ديترويت فري برس أنه على الرغم من اعترافها بأن البعض في مجتمعها الديني يعتبرونها "ليست مسلمة بما فيه الكفاية"، إلا أنها تعتقد أن الله يفهم أنها تعتبر أفعالها "انعكاسًا للإسلام".

## روابط خارجية
- رشيدة طليب على موقع IMDb (الإنجليزية)
- رشيدة طليب على موقع awralim (العربية)